# Pseudocatharylla meus
Pseudocatharylla meus là một loài bướm đêm trong họ Crambidae.